# Rally El Corte Inglés de 1986
El Rally El Corte Inglés de 1986, oficialmente 10.º Rally El Corte Inglés, fue la décima  edición, la vigesimoctava cita de la temporada 1986 del Campeonato de Europa de Rally y la séptima de la temporada 1986 del Campeonato de España de Rally. Se celebró del 4 al 6 de julio y contó con un itinerario de dieciocho tramos que sumaban un total de 288 km cronometrados.

## Itinerario
| Día   | Tramo | Nombre       | Distancia | Hora  |
| ----- | ----- | ------------ | --------- | ----- |
| Día 1 | TC1   | Osorio       | 8.00 km   | 08:43 |
| Día 1 | TC2   | Moya         | 10.00 km  | 09:31 |
| Día 1 | TC3   | Monte Gusano | 13.00 km  | 10:00 |
| Día 1 | TC4   | Osorio       | 8.00 km   | 10:52 |
| Día 1 | TC5   | Moya         | 10.00 km  | 12:29 |
| Día 1 | TC6   | Monte Gusano | 13.00 km  | 12:56 |
| Día 1 | TC7   | Osorio       | 8.00 km   | 13:54 |
| Día 1 | TC8   | Moya         | 10.00 km  | 14:42 |
| Día 1 | TC9   | Monte Gusano | 13.00 km  | 15:05 |
| Día 2 | TC10  | Temisas      | 23.50 km  | 23:53 |
| Día 2 | TC11  | Ayacata      | 17.50 km  | 00:36 |
| Día 2 | TC12  | La Cumbre    | 24.00 km  | 01:04 |
| Día 2 | TC13  | Temisas      | 23.50 km  | 03:28 |
| Día 2 | TC14  | Ayacata      | 17.50 km  | 04:11 |
| Día 2 | TC15  | La Cumbre    | 24.00 km  | 04:39 |
| Día 2 | TC16  | Temisas      | 23.50 km  | 07:03 |
| Día 2 | TC17  | Ayacata      | 17.50 km  | 07:46 |
| Día 2 | TC18  | La Cumbre    | 24.00 km  | 08:14 |

## Clasificación final
| Pos. | Piloto                 | Copiloto              | Automóvil            | Tiempo    | Diferencia |
| ---- | ---------------------- | --------------------- | -------------------- | --------- | ---------- |
| 1.   | Carlos Sainz           | Antonio Boto          | Renault 5 Maxi Turbo | 2:51:31.0 | 0.0        |
| 2.   | Antonio Zanini         | Josep Autet           | Ford RS200           | 2:52:55.0 | +1:24.0    |
| 3.   | Jimmy McRae            | Ian Grindrorad        | MG Metro 6R4         | 2:53:11.0 | +1:40.0    |
| 4.   | Beny Fernández         | José López Orozco     | Opel Manta 400       | 2:55:46.0 | +4:15.0    |
| 5.   | Carlos Alonso-Lamberti | José Manuel Sarmiento | Opel Manta 400       | 2:56:14.0 | +4:43.0    |
| 6.   | "El Vaquero"           | Martín Padrón         | Lancia 037 Rally     | 2:59:07.0 | +7:36.0    |
| 7.   | Josep Arqué            | Xavier Muntañola      | Opel Manta 400       | 3:00:52.0 | +9:21.0    |
| 8.   | Fernando Capdevila     | Margarita Cortecero   | BMW 325i E30         | 3:11:37.0 | +20:06.0   |
| 9.   | Borja Moratal          | Alfredo Rodríguez     | Peugeot 205 GTI 1.6  | 3:12:18.0 | +20:47.0   |
| 10.  | Juan Carlos Pradera    | Francisco Zubizarreta | Peugeot 205 GTI 1.6  | 3:13:03.0 | +21:32.0   |